# Stazione di Gallipoli
La stazione di Gallipoli è la stazione ferroviaria dell'omonima cittadina jonica posta sulle linee Lecce-Gallipoli e Casarano-Gallipoli, gestite dalle Ferrovie del Sud Est.
L'impianto ferroviario si trova in Piazza Giacomo Matteotti.

## Caratteristiche
La stazione è dotata di cinque binari.
Lato stazione Gallipoli Porto, è ancora presente un segnale di protezione luminoso a vela quadra, con un solo aspetto, e le luci di avanzamento. Il segnale risulta spento.

## Servizi
La stazione dispone di:
- Biglietteria a sportello e automatica
- Servizi igienici
- Area per l'attesa
- Accessibilità per portatori di handicap
- Parcheggio di scambio
- Fermata autolinee urbane ed extraurbane

## Movimento
La stazione è servita dai treni regionali svolti dalle Ferrovie del Sud Est nelle relazioni Casarano - Gallipoli della linea 4 e Lecce - Gallipoli della linea 5.